# Aufzugsmarsch aus "Eine Nacht in Venedig"
Aufzugsmarsch aus "Eine Nacht in Venedig" är en marsch (utan opusnummer) av Johann Strauss den yngre. Den spelades första gången den 3 oktober 1883 i Berlin.

## Historia
Processionsmarschen (tyska: Aufzugsmarsch) (Nr. 17a) förebådar finalen (Nr. 17b) till akt III av Johann Strauss operett En natt i Venedig (tyska: Eine Nacht in Venedig). Handlingen i den sista akten utspelas på Markusplatsen i Venedig. Efter operettens premiär i Berlin den 3 oktober 1883 undergick verket stora förändringar vad gällde text och musik innan den sattes upp i Wien sex dagar senare. Det reviderade librettot beskrev processionsscenen:
"Fanfarer ljuder varpå en pampig marsch intoneras. Processionen inleds med ett antal Harlekiner, Pierrots etc. Sedan följer gondoljärer med blomsterprydda åror bärande i mitten en lång gondol i venetiansk form. Därpå en grupp venetianska speglar i medeltida stil burna som bröstplattor. Nu följer Sankt Markus och vid hans sida ett bevingat lejon. Diverse populära objekt från Venedig kommer efter honom, till exempel klocktornet och en vandrande klocka. Tritoner, spelande på snäcktrumpeter, går före Adria (symbolen för Adriatiska havet), som står i en snäckvagn dragen av svarta män klädda i sjögräskransar och glimrande pärlor; sedan följer - personifierad  'Frutti di mare', bestående av fiskar etc. Processionen passerar förbi i måttligt rask tempo; varpå den stannar, duvor flyger runt från scenens alla hör: Markusplatsens duvor porträtteras av en samling damer. De stiger fram par om par (som manliga och kvinnliga duvor) i vita, korta, dekorativa fjäderkostymer, var och en med en duva på vänster axel, sandaler på fötterna, deras hjälmlika huvudbonader skapade exakt som en duva".
Marschen bygger på melodier från operettens akter II och III. En fanfar leder direkt in till körmusiken i finalen (Nr. 13) till akt II, "Jetzt ist Zeit zur Lustbarkeit". Temamelodierna av trio-delen (2A och 2B) är hämtade från 'Melodramen' i finalen till akt III (Nr. 17b). Marschen spelades första gången som separat orkesterstycken den 14 oktober 1883 på restaurangen "F- Puchtl" under ledning av Carl Wilhelm Drescher (1850-1925). I tidningen Fremden-Blatt samma dag stod det i annonsen: "Nyhet: första framförande från Johann Strauss operett 'En natt i Venedig' - 1. Aufzugsmarsch 2. Gondollied 3. Grosses Potpourri". Annonsen är förvånande då Strauss förläggare Alwin Cranz (C.A. Spina) inte publicerade de tre styckena förrän den 27 oktober 1883.
Det första framförandet av marschen av Capelle Strauss skedde sex veckor senare då Johanns broder Eduard Strauss dirigerade verket på en av sina söndagskonserter i Gyllene salen i Musikverein den 25 november 1883. Det råder osäkerhet huruvida marschen, i Eduards eget arrangemang, spelades i originaltonarten Ass-Dur (såsom den förekommer i operetten) eller i G-Dur som i det publicerade klaverutdraget.

## Om verket
Speltiden är ca 2 minuter och 37 sekunder plus minus några sekunder beroende på dirigentens musikaliska tolkning.

## Weblänkar
- Aufzugsmarsch aus "Eine Nacht in Venedig" i Naxos-utgåvan.